# Gati
Gati je sanskrtski izraz, ki pomeni način bivanja.
Gati predstavlja v budizmu več oblik bivanja. Vsako bitje se, odvisno od kakovosti svojih prejšnih dejanj, ponovno rodi v eni od njih:
- v dobri (višji) gati kamor sodijo Deve, Asure in ljudje ali
- v slabi (nižji) gati kamor sodijo prete, živali in prebivalci Narak.

Vseh šest gati oblikuje  samsaro, v Triloki pa so jim namenjene štiri oblike rojstva.